# 田中晋作
田中 晋作（たなか しんさく、1955年 -  ）は、日本の考古学者。文学博士（関西大学にて取得）。池田市立歴史民俗資料館館長、山口大学人文学部教授を経て、同大学客員教授。専門は古墳時代中期の政権構造に関する研究。

## 略歴
1955年大阪府生まれ。1979年、関西大学文学部史学科卒業。同大学文学研究科日本史学専攻。1987年同大学博士課程単位満期取得退学。1993年に文学博士。池田市立歴史民俗資料館長を務めた後、2012年より山口大学人文社会学科歴史学講座教授を9年間務め、2021年に定年退職。同年より、同大学客員教授。古代武器研究会に所属。2015年から2017年まで下関市立考古博物館協議会委員の仕事に携わる。

## 研究・論文
- 「山口県域に投影された畿内政権の動静」（やまぐち学の構築、2013年）
- 「古墳時代の政権構造とは」（考古学研究60の論点、2014年）
- 「南山城南部地域に投影された政権中枢勢力動静」（河上邦彦先生古稀記念献呈論文集、2015年）[12]

## 書籍
- 『古市古墳群の解明へ盾塚・鞍塚・珠金塚古墳 シリーズ「遺跡を学ぶ』（2016年、新泉社）[13]
- 『倭王の軍団―巨大古墳時代の軍事と外交』（共著：西川寿勝、NHK大阪文化センター企画、新泉社、2010年）[14]

## 受賞
- 『シリーズ遺跡を学ぶ』で、第65回毎日出版文化賞（企画部門）受賞[15]。

## 考古学を地域の人々に
- 2017年3月 - 『地元の歴史学ぼう』と題して、約1300年ほど前に地元の粘土や窯で「須恵器」が製作され、地名の由来になったとされる山口市陶地区で、歴史について理解してもらうことを目的に、考古学講座を開催している[16]。
- 2017年9月 - 「ふくまる教志塾」 第7回セミナー『池田市探訪～呉春と池田ゆかりの画家と俳人～』と題して講演[17]。

## 活動・発表
- 「古墳中期の鎹出土古墳について」（日本考古学協会第79回総会、2013年）
- 「考古資料（武器組成）からみた古墳時代中期の軍事組織）（第48回古代山城研究会「古代山城と戦争を考える」、2013年）
- 「百舌鳥・古市古墳群と5世紀の政権構造」（文部科学省私立大学戦略的研究整備事業『大阪湾岸の古墳』、2014年）[12]